# 연송하
연송하(1984년 6월 2일 ~ )는 대한민국의 배우이다.

## 학력
- 한국예술고등학교
- 경기대학교 연기학과

## 출연작

### 영화
- 《감쪽같은 그녀》 (2019년) - 김밥 새댁 역
- 《아웃도어 비긴즈》 (2018년) - 유미 역
- 《사월의 끝》 (2017년) - 미경 역
- 《프리즌》 (2017년) - 내연녀 역
- 《싱글라이더》 (2017년) - 호텔 여 역
- 《쓰리 썸머 나잇》 (2015년) - 호피비키니 역
- 《친절한 가정부》 (2015년) - 현아 역
- 《라이브TV》 (2014년)
- 《피해자들》 (2014년) - 혜리 역
- 《수상한 고객들》 (2011년) - 병원 간호사 역
- 《10억》 (2009년) - 증권사 동료 역

### 드라마 & 시트콤
- 《브라보 마이 라이프》 (SBS, 2017년) - 유진희 역
- 《실종느와르 M》 (OCN, 2015년) - 미술학원 선생님 역
- 《잉여공주》 (tvN, 2014년)
- 《마보이》 (투니버스, 2012년) - 최사랑 역
- 《청담동 살아요》 (JTBC, 2011년)
- 《성균관 스캔들》 (KBS2, 2010년) - 홍이 역